# Milanello
Il Centro Sportivo di Milanello è un centro sportivo posto tra i comuni di Cassano Magnago, Carnago e Cairate (VA), di proprietà della società di calcio italiana Associazione Calcio Milan.
La struttura, inaugurata nel 1963 per volere del presidente Andrea Rizzoli e riammodernata nei primi anni della presidenza di Silvio Berlusconi, ospita gli allenamenti della prima squadra maschile e del Milan Futuro. Occasionalmente è stato anche sede di ritiro della nazionale italiana, anche in vista di eventi importanti come il campionato d'Europa.
Il centro sportivo è ubicato in via Milanello 25 a Carnago, situato su una collina a 300 metri di altitudine, a 50 km da Milano e in prossimità di Varese.

## Storia
Il centro sportivo di Milanello nacque per volere dell'allora presidente milanista Andrea Rizzoli: progettato dall'architetto Viani e dall'ingegner Crescentini, fu il primo centro interamente dedicato alla preparazione atletica della squadra. Fu inaugurato nel 1963.
Rizzoli già sapeva di abbandonare la società, eppure volle comunque omaggiare la squadra con un centro sportivo giudicato all'avanguardia sin da quando fu costruito. In principio, il fatto che la struttura si trovasse abbastanza distante dal centro di Milano fu una caratteristica poco apprezzata dai calciatori rossoneri, soprattutto quelli che avevano famiglia.
Nel primo periodo di presidenza Berlusconi fu soggetto a una ristrutturazione che lo fornì di ulteriori servizi quali ad esempio piscine, palestre, e una cosiddetta "gabbia" voluta dall'allora allenatore Arrigo Sacchi.
Al di fuori delle esigenze del Milan, il centro di Milanello ha inoltre ospitato diverse volte la preparazione della nazionale italiana in vista di manifestazioni internazionali, quali ad esempio i campionati europei di Germania Ovest 1988, Inghilterra 1996 e Belgio-Paesi Bassi 2000.
Inoltre ha ospitato il raduno della nazionale colombiana in vista del Campionato mondiale di calcio 2018.

## Struttura

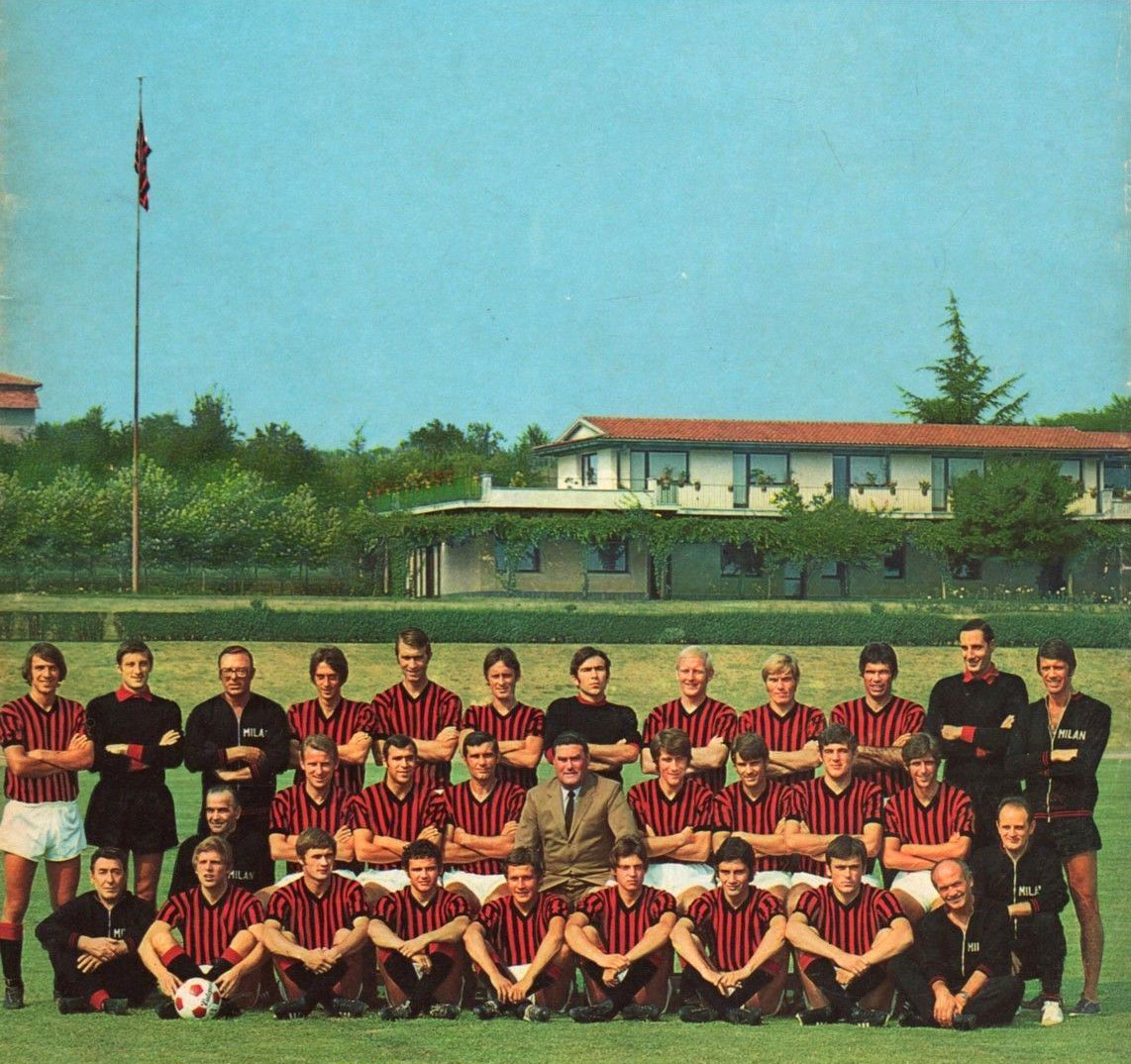
La rosa milanista posa a Milanello all'inizio della stagione 1970-1971

Situato a Carnago, nel Varesotto, e distante 50km da Milano, ossia la città rappresentata dalla società rossonera, Milanello si estende su una superficie di 160 000 m².
La location in cui è situata la struttura venne scelta in quanto immersa nel verde e nella tranquillità, distante dai centri abitati; nel bosco del centro sportivo è stato ricavato un sentiero, il quale si sviluppa per circa 1.200 metri ed è utilizzato durante la stagione sia per la preparazione fisica (attraverso corsa e bicicletta), sia per il recupero di calciatori infortunati. All'entrata del centro sportivo, dal 1979 è posta una scultura astratta a omaggio e ricordo dello storico allenatore rossonero Nereo Rocco, realizzata dallo scultore e pittore Pino Maiorca.
Milanello dispone di 6 campi da gioco regolamentari, uno in erba sintetica (35 metri × 30), di un campo coperto con fondo sintetico (42 metri × 24) e di un campetto esterno, denominato "gabbia", dentro il quale ci si può allenare a migliorare velocità di esecuzione e reattività: la gabbia consiste in un campo di gioco dalle dimensioni ridotte con fondo in erba in cui si gioca senza sosta, con il pallone sempre in movimento per favorire appunto la velocità di esecuzione; è delimitata da un muro alto 2,30 metri sormontato da una recinzione alta 2,50 metri.
Nel centro sportivo è presente una palazzina (il corpo principale del centro) a due piani e un seminterrato in cui grazie alle 45 camere riposano i giocatori nei giorni di ritiro prima delle partite e in cui vi si può trovare un ristorante, un bar, una sala TV, una sala biliardo, e la sala del camino per accogliere i giornalisti per le interviste (oltre a una lavanderia, una stireria e un centro medico). Nella palazzina, al piano superiore vi sono uffici e alloggi per tecnici e giocatori, in quella inferiore gli studi medici e la sala riunioni (con 56 posti a sedere), nella quale si svolgono le riunioni pre-partita e le conferenze stampa. Inoltre, grazie a una successiva ristrutturazione durante i primi anni della presidenza Berlusconi, il centro sportivo conta anche palestre, stanze mediche e una foresteria allo scopo di ospitare anche alcuni calciatori della Primavera provenienti da diverse parti d'Italia o dall'estero.

Arrigo Sacchi parla alla squadra durante un allenamento tra i boschi di Milanello nella stagione 1988-1989

Nel 2005 viene ristrutturato l'edificio esistente adibito a palestra e, proprio accanto, inaugurata una nuova zona piscine, dotata di quattro vasche di dimensioni diverse e tutte adibite alla idrokinesiterapia, la riabilitazione muscolare attraverso l'immersione in acqua. Due anni dopo viene costruita una pista di sabbia lunga cento metri, per il potenziamento muscolare e il recupero degli infortunati.
Tra il 2008 e il 2010 sono stati realizzati ulteriori lavori di ammodernamento e ampliamento che hanno interessato l'edificio principale di Milanello e la palestra adiacente all'area piscine. La nuova palestra, completamente rinnovata, mette a disposizione dei calciatori nuove e tecnologiche attrezzature fornite da Technogym.
Il Centro Sportivo è stato ulteriormente ammodernato negli ultimi anni, con nuovi campi, una criocamera di Sapio Life e lo spostamento degli studi di Milan TV all'interno della struttura. Inoltre, è stata creata una galleria fotografica sulla storia rossonera nella Sala del Camino, situata nel corpo centrale della club house.
Le modifiche più significative riguardano il settore della comunicazione: recentemente è stato effettuato un cablaggio di 3mila metri per posizionare strategicamente le telecamere di Milan TV, il Club Channel rossonero, che trasmette agli appassionati del Milan tutto ciò che accade nel Centro Sportivo. Milanello dispone anche di una sala stampa attrezzata con un mixer audio e un impianto luci collaudato per dirette TV, conferenze e incontri con i media.

### MilanLab
Dal 2002 Milanello ospita inoltre il centro medico MilanLab, finalizzato alla prevenzione degli infortuni e volto a creare programmi personalizzati per ciascun calciatore. Nel 2009, uno studio condotto dal club rivelò che nel triennio precedente il lavoro del centro aveva consentito di ridurre all'incirca del 90% gli infortuni non dovuti a traumi di gioco.
Nonostante la specializzazione della struttura non sono mancate controversie circa il mancato recupero da infortuni, oltre che attriti tra calciatori e medici riguardo ai programmi di cura.

## Utilizzo
La struttura è utilizzata in maniera continuativa unicamente per gli allenamenti della prima squadra maschile e del Milan Futuro. La prima squadra femminile rossonera e tutte le formazioni giovanili sia maschili che femminili del club si allenano e disputano gli incontri ufficiali al Centro Sportivo Vismara di Milano.